# Aggersborggård Vildtreservat
Aggersborggård Vildtreservat er et ca. 255 ha vildtreservat der ligger ved Limfjorden vest for Aggersund og omfatter kystnære landarealer ved Aggersborggård, øer og holme som Borreholm, Digeløre Holm, Langholm
og Sønderslette og vandarealerne omkring. Af de ca. 255 ha, er ca. 128 ha søterritorium og ca. 127 ha landareal.
Aggersborggård Vildreservat blev oprettet i 1975, og i reservatområdet er der forbud mod jagt
på vandfugle, og forbud mod færdsel på landarealerne. Reservater er en del af Natura 2000-område nr. 16 Løgstør Bredning, Vejlerne og Bulbjerg, og er både EU-habitatområde, Fuglebeskyttelsesområde og Ramsarområde.
Sundet mellem fastlandet og Borreholm kan være nærmest tørlagt i perioder med østenvind, mens vestenvind kan presse vand ind over de lavtliggende strandenge. De afgræssede strandenge giver gode ynglepladser for måge- og vadefugle, og reservatet er en værdifuld rasteplads for mange vadefugle som gråand, hvinand, krikand, grågås, hjejle, ryle og vibe.